# Material circulante no Metropolitano de Londres S

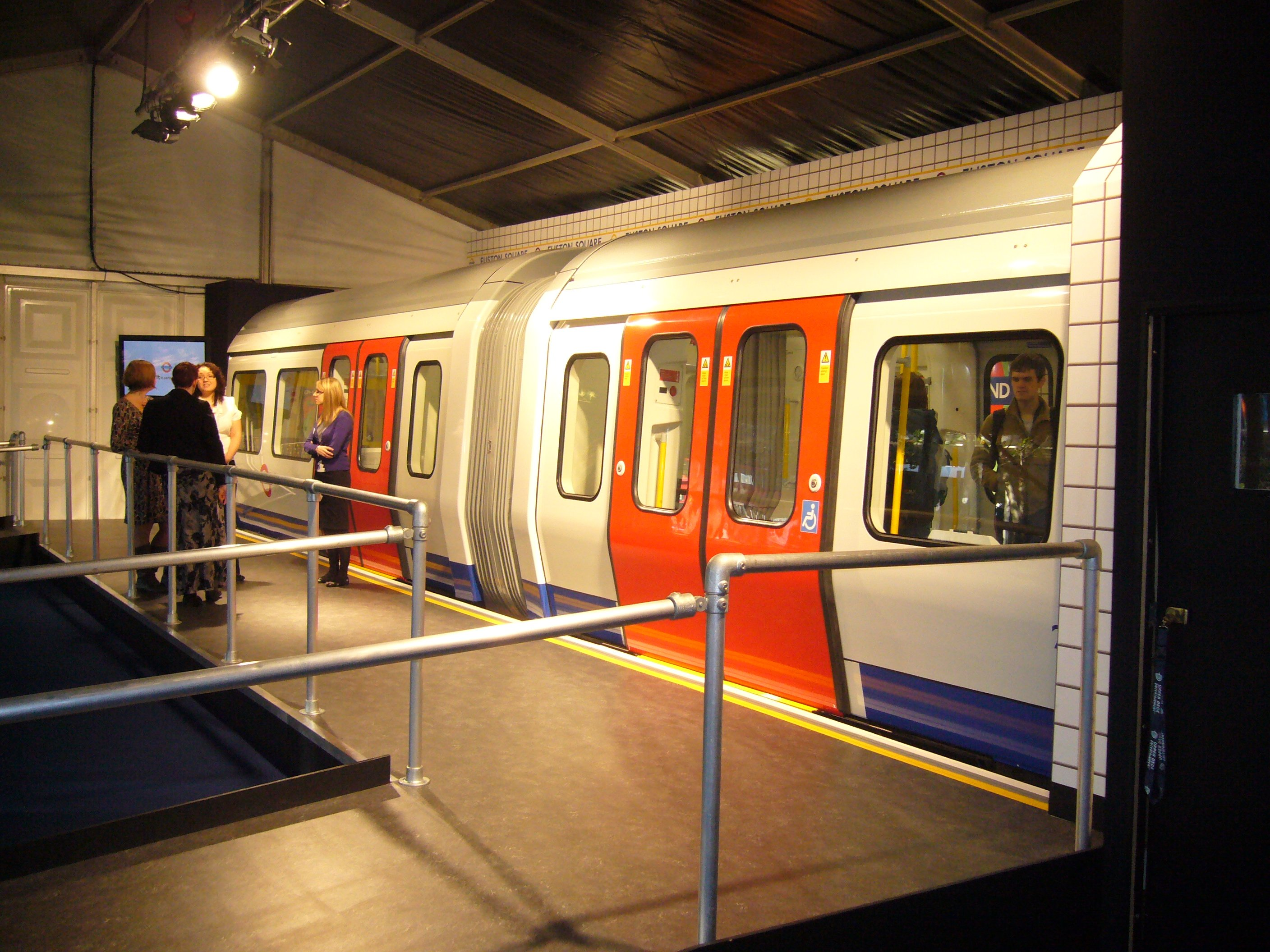
Carruagem S

O Material circulante no Metropolitano de Londres S opera em serviço no Metropolitano de Londres desde 2010, nas linhas Metropolitan, Circle, Hammersmith & City e District.